# Z Circini
Z Circini är en pulserande variabel av Mira Ceti-typ (M) i Cirkelpassarens stjärnbild.
Stjärnan har en visuell magnitud mellan 9,5 och 14,5 med en period av 386 dygn.